# 平凡 (數學)
数学中，术语平凡或平凡的（英語：trivial）经常用于描述结构非常简单的对象（比如群或拓扑空间）。有時亦會用明顯或乏趣這兩個詞代替，但对非数学工作者来说，它们有时可能比其他更复杂的对象更难想象或理解。

## 平凡解
平凡也用于一个方程具有非常简单结构的解，但是为了完整性不能省略。这种解称为平凡解。例如，考虑微分方程
{\displaystyle y'=y}
这里 {\displaystyle y=y(x)} 为一個函数， {\displaystyle y'={\frac {dy}{dx}}(x)} 為其导数。
0 函数 {\displaystyle y(x)=0} 是一個平凡解；
指数函数 {\displaystyle y(x)=e^{x}} 是一个非平凡解。
类似地，数学家经常将费马大定理描述为方程 {\displaystyle a^{n}+b^{n}=c^{n}} 对 {\displaystyle n>2} 没有非平凡解。
这个方程對任意 {\displaystyle n} 都有解，如 {\displaystyle (a,b,c)=(0,0,0)} 以及 {\displaystyle (a,b,c)=(1,0,1)} 。但是这种解是显然而无趣的，从而称为平凡。

## 數學推理
平凡也经常指证明中容易的情形，为了完整性而不能省略。比如，数学归纳法证明分为两部分：“奠基步驟”是对一个特殊起始值比如 n = 0 或 n = 1 证明定理；然后归纳步骤证明如果定理对特定值 n 成立，那么对 n+1 也成立。奠基情形经常是显然的。（但是，也有归纳步骤是平凡的而奠基情形却困难的例子。关于多项式的定理经常是这种类型，证明对变元的个数用归纳法。证明如果系数环 A 是唯一分解整环那么 A[X1,...,Xn] 是唯一分解整环，归纳步骤只要简单的写成 A[X1,...,Xn] = A[X1,...,Xn-1][Xn]，而一个变元的奠基情形是困难的。）类似地，我们可能想证明某种性质对一个集合中所有元素都成立。证明的主要考虑非空集合，详细检验其元素是否具有該性質；但如果集合是空集，則性质对其所有元素都成立，因为没有元素需要檢驗。（参见空洞的事實）
数学界一个常见的笑话是说“平凡”和“已被证明”是同义词——这就是说，任何定理如果已知成立就可以认为是“平凡”的。另一个笑话是关于两个数学家讨论一个定理。第一个数学家说某个定理是“平凡的”。另一个要求一个解释，然后他进行了 20 分钟的解说。解说完了之后，第二个数学家同意这个定理是平凡的。这个笑话指出对平凡性判断的主观性。举个例子，对微积分熟练的人，会认为这个定理
{\displaystyle \int _{0}^{1}x^{2}\,dx=1/3}
是平凡的。但对初学者来说，可能一点也不显然。
值得注意的是，平凡性也取决于语境。泛函分析中的证明可能会给出一个数，平凡地假设存在这样的大数。在初等数论中证明自然数的基本结论时，证明也许會與「每個自然数都有一个后继」息息相關，但此點需加以證明，或者将其作为一个公理。

## 例子
- 平凡因數：對於每個正整數 {\displaystyle n} ， {\displaystyle 1} 、 {\displaystyle -1} 、 {\displaystyle n} 和 {\displaystyle -n} 都是它的因數，因此又稱為平凡因數。
- 空集：不包含任何元素的集合；
- 平凡群：只含单位元的群；
- 平凡拓撲：僅有空集和整個空間作為開集的拓撲空間。
- 平凡环（英语：Zero ring）：定义于单元素集合的环。